# Citroën DS3 WRC
O Citroën DS3 WRC é um carro de rali construído pela Citroën para a equipe Citroën World Rally Team, projetado para disputar o Campeonato Mundial de Rali a partir da temporada 2011. O projeto do veículo foi baseado no modelo Citroën DS3, em substituição ao bem-sucedido Citroën C4 WRC, utilizado pela dupla multicampeã Sébastien Loeb e Daniel Elena.
Construído de acordo com os regulamentos introduzidos pela FIA a partir da temporada 2011, o DS3 WRC é alimentado por um motor turbo de 1.6 litros ao invés do motor 2 litros normalmente aspirado encontrado em carros da série Super 2000.
O trabalho de desenvolvimento do carro foi realizado ao longo da temporada 2010 em colaboração com os pilotos Loeb, Dani Sordo, Sébastien Ogier, o piloto de testes Philippe Bugalski, bem como pelos pilotos da montadora co-irmã Peugeot Kris Meeke e Stéphane Sarrazin.
O motor foi desenvolvido especificamente para este carro (antigos regulamentos indicavam a necessidade de que o motor fosse construído em bloco de cilindros e junta de cabeça de produção em massa). Oficialmente, o motor desenvolve 300 cv (223,7 kW) a 6.000 rpm e 350 Nm de torque (35,7 kgf·m) a 3.250 rpm.